# Bron Felin Motte
Bron Felin Motte är en medeltida lämning av motteborg i Wales. Den ligger i kommunen Powys, 6 km väster om Newtown.